# 하마다 미즈키
하마다 미즈키(일본어: 濱田 水輝, 1990년 5월 18일 ~ )는 일본의 축구 선수이다. 현재 J2리그의 파지아노 오카야마에서 뛰고 있다.

## 구단 경력
그는 2009년부터 J리그의 우라와 레즈, 알비렉스 니가타, 아비스파 후쿠오카, 파지아노 오카야마에서 뛰었다.